# Adriana Bombom
Adriana Bombom, pseudonimo di Adriana Soares (Rio de Janeiro, 8 gennaio 1974), è una showgirl, conduttrice televisiva e attrice brasiliana.

## Biografia
Nata a Rio de Janeiro l'8 gennaio 1974, passò la sua infanzia, con la sorella gemella, in un orfanotrofio, dopodiché svolse i lavori più umili, come collaboratrice domestica o baby sitter. Successivamente è stata ballerina nei programmi You Can Dance e Planeta Xuxa. È stata presente in uno sketch della commedia Academia de Ginástica da Xuxa e ha cantato le canzoni della colonna sonora (Dança da Bombom e Bom Apetite).
Al cinema è stata protagonista di quattro lungometraggi e due cortometraggi, fra i quali A Incrível História da Mulher que Mudou de Cor, del 2004. Nel 2008 è tornata in televisione per la Rede Bandeirantes nel ruolo di Ana Balanço nel programma umoristico Uma Escolinha Muito Louca.
È stata per diversi anni regina delle scuole di samba GRES Tradição e GRES Portela.
Nel 2009 ha partecipato alla seconda edizione del reality show A Fazenda, ed è stata eliminata alla terza settimana. Attualmente conduce il programma Bombando com Bombom sul canale RedeTV!.

## Vita privata
È stata sposata, fino al 2009, con il ballerino di samba e cantante Dudu Nobre, dal quale ha avuto due figlie: Olivia e Thalita.

## Carriera

### Televisione
- Xuxa Hits - ballerina (1996)
- Planeta Xuxa - ballerina (1997-2002)
- Bom Demais - presentatrice (2006)
- A Fazenda 2 - concorrente (2009)
- TV Fama - reporter (2010)
- A Fazenda 9 - concorrente (2017)

### Cinema
- Xuxa Requebra (1999)
- Xuxa Popstar (2000)
- Xuxa e os Duendes (2001)
- A Incrível História da Mulher que Mudou de Cor (2004)

### Attrice
- Malhação 5 (1998)
- Uma Escolinha Muito Louca (2008)
- Show do Tom (2010)